# Listă de scriitori români - U

## Scriitori români - U
| - Uiuiu, Alexandru - Ujică, Andrei - Ulmu, Bogdan - Ungureanu, Cornel Mihai - Uranus, Ionathan X. | - Urcan, Ion - Ureche, Damian - Ureche, Grigore - Uricaru, Doina - Urmuz | - Urs, Luminița - Ursa, Mihaela - Ursenco, Igor - Ursu, Horia - Utan, Tiberiu |